# Harrellsville (Karolina Północna)
Harrellsville – miasto w Stanach Zjednoczonych, w stanie Karolina Północna, w hrabstwie Hertford.